# Pelibuey
La pelibuey (también conocida como Cubano Rojo por la FAO u oveja de pelo canaria) es una raza de oveja doméstica nativa del Norte de África y de las Islas Canarias, llevada al Caribe y América Central por los españoles.

## Características
La pelibuey es una raza de oveja que por lo general no cría lana (deslanada); esta adaptación la hace especialmente útil en regiones intertropicales donde las ovejas con lana no sobreviven. Los machos carecen de cuernos, al contrario que las ovejas de lana. Se trata de una raza criada especialmente en climas calurosos para el consumo de su carne y la obtención de estiércol de primera calidad.

## Origen
La raza es originaria de África, a partir de la oveja enana africana. También era utilizada por los indígenas de las Islas Canarias, donde se extinguió, hasta que en la década de 1990 se reintegraron ejemplares procedentes de Venezuela, fundamentalmente para el consumo de los restos de plataneras y la obtención de un buen estiércol. Desde 2015 se ha implantado con fuerza su cría en Centroamérica, dado que la carne del ejemplar adulto es como la de cordero pero con menos grasa.